# Severočeský krajský přebor 1968/1969
V soubojích fotbalového Severočeského krajského přeboru 1968/69 se utkalo 14 týmů dvoukolovým systémem podzim - jaro. Tento ročník skončil v červnu 1969.

## Výsledná tabulka
Zdroj:
| Poř. | Tým                           | Z  | V  | R | P  | VG | OG | B  |
| ---- | ----------------------------- | -- | -- | - | -- | -- | -- | -- |
| 1.   | TJ Spartak Roudnice nad Labem | 26 | 17 | 5 | 4  | 55 | 26 | 39 |
| 2.   | TJ Slovan Varnsdorf           | 26 | 17 | 2 | 5  | 42 | 26 | 36 |
| 3.   | TJ SZ Česká Lípa              | 26 | 14 | 5 | 7  | 44 | 24 | 33 |
| 4.   | TJ Lokomotiva Bílina          | 26 | 12 | 6 | 8  | 41 | 37 | 30 |
| 5.   | TJ Slovan Duchcov             | 26 | 13 | 4 | 9  | 43 | 45 | 30 |
| 6.   | TJ Severotuk Ústí nad Labem   | 26 | 12 | 4 | 10 | 44 | 30 | 28 |
| 7.   | TJ Dynamo Doksy               | 26 | 10 | 8 | 8  | 53 | 40 | 28 |
| 8.   | TJ Slovan Liberec „B“         | 26 | 10 | 7 | 9  | 39 | 34 | 27 |
| 9.   | TJ VJŠ Jirkov                 | 26 | 9  | 8 | 9  | 42 | 43 | 28 |
| 10.  | TJ Baník DPG Hrdlovka         | 26 | 9  | 1 | 16 | 36 | 60 | 19 |
| 11.  | TJ Rumburk                    | 26 | 6  | 6 | 14 | 32 | 48 | 18 |
| 12.  | Dukla Litoměřice              | 26 | 6  | 5 | 15 | 37 | 45 | 17 |
| 13.  | TJ Krupka                     | 26 | 5  | 7 | 14 | 26 | 43 | 17 |
| 14.  | TJ Baník Kopisty              | 26 | 7  | 2 | 17 | 29 | 62 | 16 |

Poznámky:
- Z = Odehrané zápasy; V = Vítězství; R = Remízy; P = Prohry; VG = Vstřelené góly; OG = Obdržené góly; B = Body

|  | Postup do Divize B 1969/70             |
|  | Sestup do příslušné I. A třídy 1969/70 |